# Église de l'Assomption de Chariez
Pour les articles homonymes, voir Église de l'Assomption et Assomption.

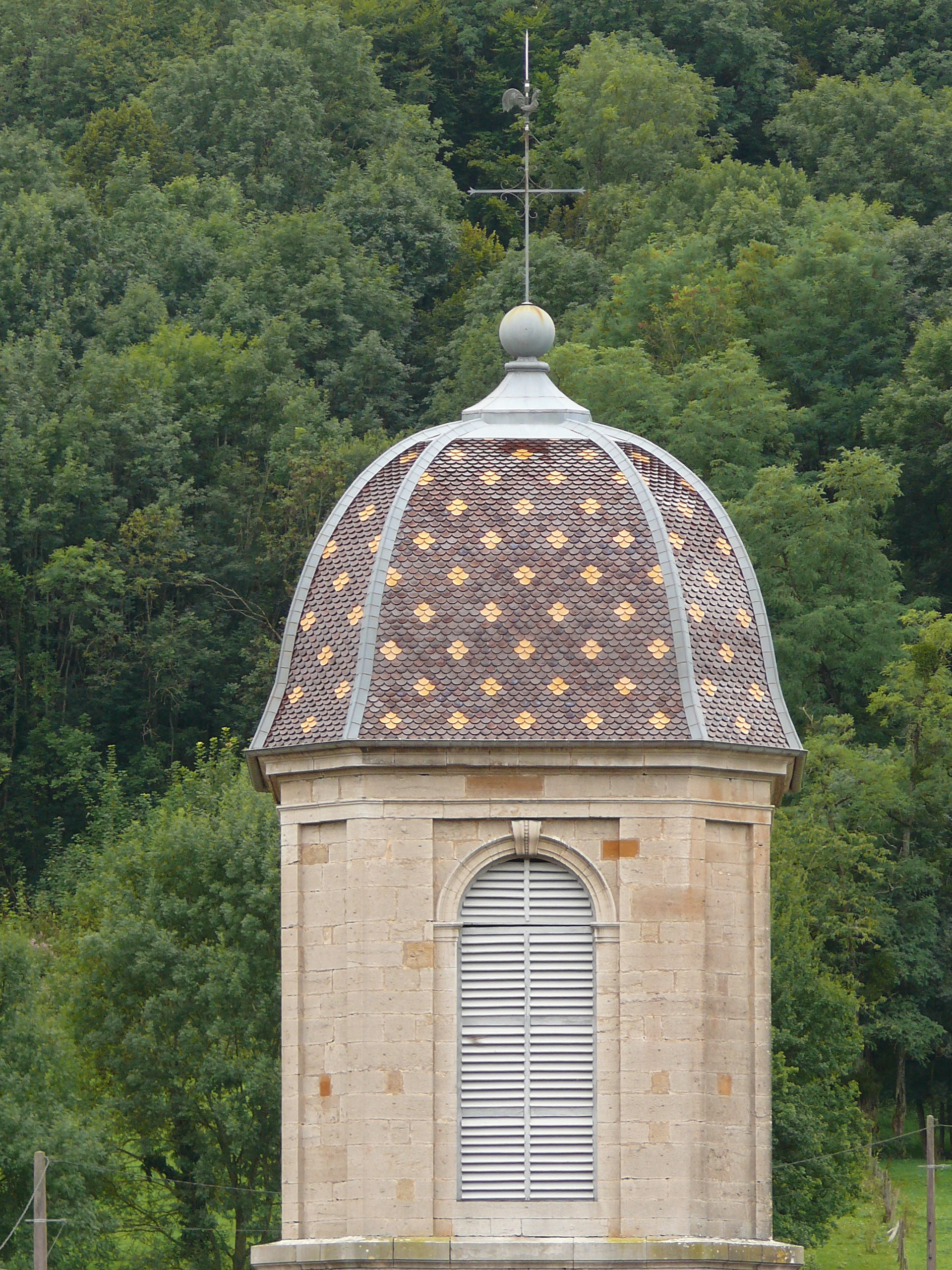
Clocher de l'église

L'église de Chariez est l'église paroissiale de ce village, dans le département de la Haute-Saône.

## Historique
L'église a été construite entre 1781 et 1786.
Elle fait l’objet d’une inscription au titre des monuments historiques depuis le 3 novembre 1991.
Le capitaine Henri Leblond laisse un testament prévoyant une somme de 5000 F. pour que Jean-Léon Gérôme réalise une Vierge à l'enfant pour l'église en 1859. Le tableau, qui y est toujours conservé, fait l’objet d’un classement au titre objet des monuments historiques depuis le 16 mai 1980.

## Architecture
On accède à l'église par un clocher-porche. Elle possède une nef basilicale et des bas-côtés séparés par des colonnes doriques.
Sa cloche, datée de 1689, fait l’objet d’un classement au titre objet des monuments historiques depuis le 12 juillet 1912. Elle possède un riche mobilier, lui aussi classé ou inscrit. On y trouve également un tableau du XVIe siècle représentant une Vierge du rosaire (300 x 170 cm), qui fait l’objet d’une inscription au titre objet des monuments historiques depuis le 8 décembre 1908.
L'église est propriété de la commune et sert au culte, dépendant de la paroisse de Vesoul (diocèse de Besançon).